# Melitaea walteri
Melitaea walteri är en fjärilsart som beskrevs av Felix Bryk 1940. Melitaea walteri ingår i släktet Melitaea och familjen praktfjärilar. Inga underarter finns listade i Catalogue of Life.